# ジョバンニ・デ・ドンディ

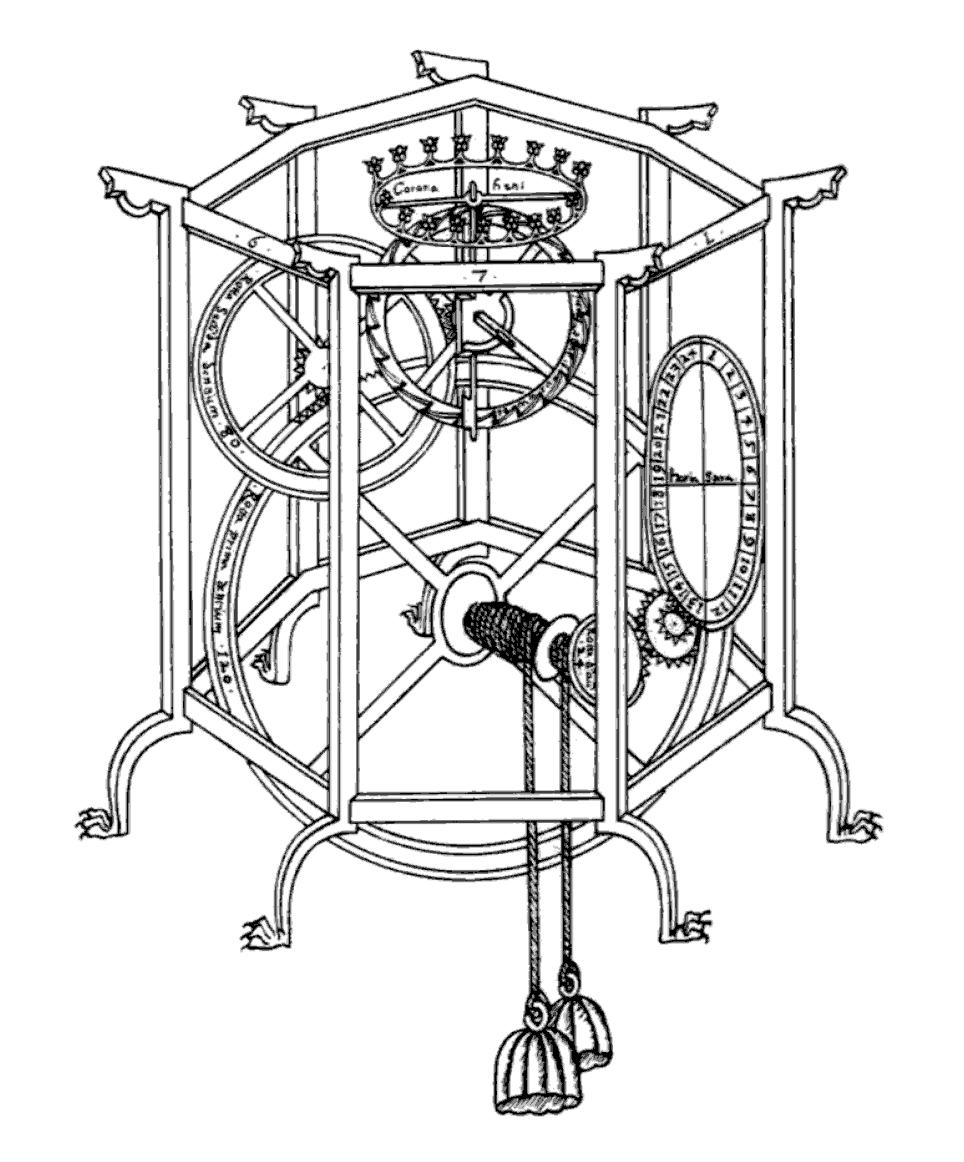
ジョヴァンニ・デ・ドンディのアストラリウム。彼の1364年の論文Il Tractatus Astariiからのイラスト[https://books.google.co.jp/books?id=o8Nb5KLBxVQC&pg=PA106&ots=8eA4W86mAP&dq=balance+wheel&sig=HHahEKuxnZKFyh94vlzLJRoqaI0&redir_esc=y&hl=ja

ジョヴァンニ・デ・ドンディまたはジョヴァンニ・ドンディ・デッロロロージョ（Giovanni Dondi dell'Orologio、1330年 - 1388年10月19日）は、イタリアのパドヴァで活躍した医師、天文学者、時計技師である。今日では、時計の設計と製造の技術のパイオニアとして知られている。彼が16年以上をかけて設計、製造したアストラリウムは、非常に複雑な天文時計兼プラネタリウムで、ヨーロッパで極初期の機械時計が作られ始めてわずか60年程度後に製造された。

## 人生
ジョヴァンニは、ヤコポ・デ・ドンディの第二子としてキオッジャで生まれた。父も医師、時計技師で、1344年にパドヴァのカピタニアート宮殿の塔の大きな天文時計を作ったことで知られている。ジョヴァンニは1348年から1359年まで父親と一緒に暮らし、天文学や時計への興味を引き継いだ。1348年に、彼はアストラリウムの製造を始めた。彼は、1364年まで続いたこのプロジェクトの設計と製造を詳しく書き残した。1371年、彼はヴェネツィアの大使となったが、1372年にヴェネツィアとパドヴァの関係が悪化すると、パドヴァ大学の教員となった。1388年10月19日にアッビアテグラッソで死去し、ミラノのサンテウストルジョ聖堂に葬られた。

### ジョヴァンニ・デ・ドンディとパドヴァ鶏
19世紀末から現在まで、「侯爵ジョヴァンニ・デ・ドンディ」がポーランドからイタリアにニワトリを持ち込み、パドヴァ鶏を育てたとしばしば言われる。しかし、1676年にヤン3世によって侯爵に叙されたのは、軍人のフランチェスコ・ドンディであり、14世紀にジョヴァンニ・デ・ドンディがポーランドに行った記録は残っていない。

## 関連文献
- Bedini and Madison, 1966 "Mechanical Universe : the Astrarium of Giovanni de' Dondi" (Transactions of American Philosophical Society)
- King, Henry "Geared to the Stars: the evolution of planetariums, orreries, and astronomical clocks", University of Toronto Press, 1978
- Baillie G. H., Lloyd H. A. and Ward F. A. B., "The Planetarium of Giovanni de Dondi citizen of Padua", 1974 London
- Catherine Cardinal, Jean-Michel Piguet, 2002, "Catalogue of Selected Pieces", ISBN 2-940088-10-1